# Асан Абишев
Асан Абишев (роден на 24 септември 1957 г.), наричан по прякор Асенси, е български футболист, ляв атакуващ полузащитник. Една от клубните легенди на Локомотив (Горна Оряховица). Рекордьор на клуба по изиграни мачове и вкарани голове в Б група – 370 мача и 90 попадения. Има също кратък престой като футболист на Локомотив (София).
По време на възродителния процес през 80-те години получава името Асен Велинов, с което се състезава до края на кариерата си през 1990 г.

## Биография
Родом e от село Писарево, Горнооряховско. До 16-годишна възраст не се занимава организирано с футбол. Тогава е забелязан от представители на Локомотив (Горна Оряховица). Дебютира за първия състав на 18 години през 1975 г. в Северната Б група и бързо се утвърждава като основен играч. Впечатлява с техника и демараж. Изпълнява отлично статични положения.
През лятото на 1978 г. Абишев е привлечен в тогавашния шампион на България Локомотив (София) от наставника Васил Методиев. За столичните „железничари“ изиграва 11 мача и бележи 3 гола в А група. Участва и в 2 срещи от Купата на европейските шампиони срещу датския Оденсе и немския 1. ФК Кьолн. През януари 1979 г. обаче най-изненадващо напуска клуба по свое желание и се завръща в Горна Оряховица.
През следващите близо 12 години Абишев е неизменна част от Локомотив (Горна Оряховица). Има важна роля в промоцията за А група, която отборът печели през сезон 1986/87. По време на кампанията изиграва 33 мача и бележи 7 гола. Общо за клуба от Горна Оряховица записва 425 мача с 94 гола – 55 мача с 4 гола в А група и 370 мача с 90 гола в Б група. Прекратява кариерата си на 33-годишна възраст.